# عادل الطبطبائي
الدكتور عادل الطبطبائي وزير التربية والتعليم العالي الكويتي ما بين عامي 2006 و2007، وأستاذ القانون الدستوري في جامعة الكويت وعميد كلية الحقوق جامعة الكويت السابق، والمستشار الحالي في الديوان الأميري.

## حياته المهنية
الدكتور عادل طالب سيد عبد الله الطبطبائي حاصل على شهادة الدكتوراه في الحقوق، وكان يشغل منصب مساعد عميد كلية الحقوق بجامعة الكويت في الفترة من عام 1982 إلى عام 1986 ، وعمل أيضا عميدا لكلية الحقوق من عام 1986 إلى عام 1999 ، ومستشارا دستوريا لوزير العدل من عام 1992 إلى عام 1996 وعضوا في جمعية القانون الدستوري الدولية في (بلغراد) وعضو لجنة التأليف والترجمة والنشر في مؤسسة الكويت للتقدم العلمي.
شارك د.عادل الطبطبائي في أعمال عدد من اللجان الوطنية الخاصة بإعداد مشروعات القوانين والنظر في تنقيح الدستور وقانون تنظيم القضاء ومراقبة قانون المرافعات المدنية والتجارية، إضافة إلى اعداد عدد من البحوث والدراسات والمؤلفات القانونية حول بعض الامور ذات الصلة بأمور الخدمة المدنية وتنظيم القضاء والآثار المترتبة على احكام المحكمة الدستورية .

## وصلات خارجية
- السيرة الذاتية لاعضاء الحكومة الجديدة
- موقع وزارة التربية